# Pfaffenhofen an der Glonn
Pfaffenhofen an der Glonn (eller: Pfaffenhofen a.d.Glonn) er den vestligste kommune i Landkreis Dachau, i Regierungsbezirk Oberbayern i den tyske delstat Bayern, med knap 1.800 indbyggere. Den udgør sammen med kommunerne Odelzhausen og Sulzemoos Verwaltungsgemeinschaft Odelzhausen.

## Geografie

### Nabokommuner
Nabokommuner til Pfaffenhofen a.d.Glonn er: Odelzhausen, Egenhofen (Landkreis Fürstenfeldbruck) og Ried (Landkreis Aichach-Friedberg)

### Inddeling
Kommunen Pfaffenhofen an der Glonn består af 11 landsbyer og bebyggelser
- Pfaffenhofen an der Glonn
- Bayerzell
- Ebersried
- Egenburg
- Kaltenbach
- Miesberg
- Oberumbach
- Stockach
- Unterumbach
- Wagenhofen
- Weitenried